# Brastelhof
Brastelhof ist ein Einzelhof in der Teilgemarkung Hohenstadt der Gemeinde Abtsgmünd im Ostalbkreis in Baden-Württemberg.

## Beschreibung
Der Hof liegt etwa eineinhalb Kilometer nördlich von Hohenstadt und fünf Kilometer nordwestlich des Ortskerns von Abtsgmünd auf einer Anhöhe rechts über dem Kochertal. Etwas östlich und unterhalb des steilen, bewaldeten Eichrains mündet der Maisenbach aus der Christklinge beim in Luftlinie nur etwa hundert Meter entfernten Weiler Christhäuser in den Fluss. Im Westen liegen in anfangs langsam südwärts einfallender offener Flur Wiesen und einige Felder. Erschlossen ist der Ort durch ein bei Christhäuser von der B 19 abgehendes Steigensträßchen, das an seinem Serpentinenschlag zwischen mehrere Meter hohen, fast senkrechten Böschungen verläuft.
Naturräumlich liegt der Bernhardshof im Sulzbacher Kochertal, das zu den Schwäbisch-Fränkischen Waldbergen gehört.
Der Brastelhof steht auf Stubensandstein (Löwenstein-Formation). Wenig unterhalb am Abfall in die Christklinge und ins Kochertal hinunter streicht der Obere Bunte Mergel (Mainhardt-Formation) aus. Wenig südwestlich des Hofes ist eine alte Flussrinne auf der Höhe mit quartärem Schwemmland und Flussschotter erfüllt.

## Geschichte
Der Hof wurde nach 1631 im Wald „Brastel“ angelegt, welcher bereits 1407 erwähnt wurde.